# Amigos da Tijuca
Amigos da Tijuca é uma escola de samba de Portugal, sediada em Mealhada.

## Carnavais
| Amigos da Tijuca | Amigos da Tijuca | Amigos da Tijuca | Amigos da Tijuca | Amigos da Tijuca  | Amigos da Tijuca |
| Ano              | Colocação        | Enredo           | Carnavalesco     | Ref               |                  |
| ---------------- | ---------------- | ---------------- | ---------------- | ----------------- | ---------------- |
| 2017             |                  |                  |                  |                   |                  |
| 2018             | Vice-Campeã      |                  |                  | [ 1 ]             |                  |
| 2019             | 3º lugar         |                  |                  | [ 2 ]             |                  |
| 2020             | 4º lugar         |                  |                  | [ 3 ] [ 4 ] [ 5 ] |                  |